# Prolonguripes phalangium
Prolonguripes phalangium är en insektsart som först beskrevs av Henri Saussure 1874.  Prolonguripes phalangium ingår i släktet Prolonguripes och familjen syrsor. Inga underarter finns listade i Catalogue of Life.